# Das Deutsche Reich und der Zweite Weltkrieg
Die Buchreihe Das Deutsche Reich und der Zweite Weltkrieg (DRZW) ist ein dreizehnbändiges geschichtswissenschaftliches Gesamtwerk über das nationalsozialistische Deutschland in der Zeit des Zweiten Weltkrieges. Es wurde in den Jahren zwischen 1979 und 2008 vom Militärgeschichtlichen Forschungsamt der Bundeswehr herausgegeben. Das Werk, welches auf über 12.000 Gesamtseiten vollständig auf eine photographische Illustration verzichtet und das Ergebnis 30-jähriger Forschungsarbeit ist, gilt als eines der größten Projekte der deutschen Geschichtswissenschaft.

## Geschichte
Bereits beim Aufbau der Bundeswehr wurden 1952 im Amt Blank (Vorgänger des Bundesverteidigungsministeriums) Überlegungen angestellt, eine militärgeschichtliche Forschungsstelle innerhalb der Streitkräfte einzurichten. Diese entstand schließlich am 1. Januar 1957 mit dem Militärgeschichtlichen Forschungsamt (MGFA) in Freiburg im Breisgau. Obwohl die Stelle vorerst Einzeluntersuchungen und Monographien herausgab, war bereits in den 1950er Jahren klar, dass eine zentrale Aufgabe der Einrichtung die Erforschung und Darstellung des Zweiten Weltkrieges sein sollte, „um der Nachwelt, der Geschichte überhaupt, ein möglichst objektives Bild der Vorgänge und Zusammenhänge dieser Zeit zu geben.“
Nach dem Ende des Krieges waren die deutschen Aktenbestände größtenteils nach Großbritannien und in die Vereinigten Staaten gebracht worden. Erst mit Beginn der 1960er Jahre wurden diese Stück für Stück zurückgeführt. Damit wurde es endlich möglich, sie zur Erarbeitung eines deutschen Gesamtwerkes zu nutzen. Außerdem erwartete man auch aus der Deutschen Demokratischen Republik eine Darstellung, welche die westdeutsche Seite „in Zugzwang“ brachte. Noch unter der Leitung des ersten Amtschefs Oberst Hans Meier-Welcker (1906–1983) begannen deshalb 1962 in einem eigens dazu eingerichteten „Arbeitsausschuß Geschichte des Zweiten Weltkrieges“ erste Überlegungen zu einer Konzeption des Werkes.
Es existierten bereits offizielle militärische Geschichtswerke, wie die vom Reichsarchiv herausgegebene Reihe zu den Schlachten des Ersten Weltkrieges. Doch dieses betrachtete nur rein militärische Fragen und ließ politische, wirtschaftliche, soziale und weltanschauliche Perspektiven außen vor. Da dies nicht mehr den Vorstellungen einer modernen Militärgeschichte entsprach, konnte man sich daran nicht orientieren.
Das britische oder amerikanische Generalstabswerk hingegen waren hinsichtlich ihrer Systematik wenig geeignete Vorbilder und eine ideologische Ausrichtung, wie in dem sowjetischen Werk, verbot sich von selbst. Bereits Anfang 1963 kam der Ausschuss zu dem Schluss, dass es darum gehe, „das Militär in all seinen Bezogenheiten im Krieg zu betrachten und zu beschreiben.“ Die Erarbeitung eines ganzheitlichen Konzeptes zog sich anschließend noch einige Jahre hin, bevor schließlich zu Beginn der 1970er Jahre die eigentlichen Forschungsarbeiten begannen.
Die Darstellung betonte nachdrücklich die Kontinuitätsthese. Daher wurde nicht zufällig den „Ursachen und Voraussetzungen der deutschen Kriegspolitik“ ein eigener voluminöser Band zugestanden.
In seinem resümierenden Bericht zur Realisierung dieses Serienwerks betont der Militärhistoriker Rolf-Dieter Müller, der an mehreren Bänden als Autor mitwirkte und dem von 2004 bis 2008 die wissenschaftliche Leitung der Reihe oblag, den prägenden Einfluss des von 1970 bis 1988 als leitender Historiker im MGFA fungierenden Juristen und Historikers Manfred Messerschmidt, der mehrere militärische Amtschefs „überlebt“ und eine politisch gewollte sehr starke Position innegehabt habe, welche „der zivilen Seite ein größeres Gewicht und der wissenschaftlichen Forschung größere Freiräume verschaffte“. Immer wieder habe es Auseinandersetzungen um die Inhalte der Bände gegeben. So habe etwa der damalige Amtschef Othmar Hackl das Erscheinen des ersten, schließlich 1979 publizierten Bandes verzögert, weil dieser die Weltkriegsgeschichte „auf sozialistisch“ umschreiben würde. Die größten Kontroversen habe es bei der Realisierung des 1983 erschienenen 4. Bandes Der Angriff auf die Sowjetunion gegeben. Der damals erbittert ausgetragene „Streit um die Präventivkriegsthese“ habe „die Kriegsgeneration im MGFA ins Mark“ getroffen.
Dabei ging es u. a. auch um die Legende von der „sauberen Wehrmacht“.

## Überblick über die einzelnen Bände
- Band 1: Wilhelm Deist, Manfred Messerschmidt, Hans-Erich Volkmann, Wolfram Wette: Ursachen und Voraussetzungen der deutschen Kriegspolitik, Deutsche Verlags-Anstalt, Stuttgart 1979 (Nachdruck 1991), 764 S., ISBN 978-3-421-01934-9. Inhalte: Ideologien, Propaganda und Innenpolitik als Voraussetzungen. Die NS-Wirtschaft in Vorbereitung des Krieges. Die Aufrüstung der Wehrmacht. Außenpolitik und Kriegsvorbereitung.
- Band 2: Klaus A. Maier, Horst Rohde, Bernd Stegemann, Hans Umbreit: Die Errichtung der Hegemonie auf dem europäischen Kontinent, Deutsche Verlags-Anstalt, Stuttgart 1979 (Nachdruck 1991), 439 S., ISBN 978-3-421-01935-6.
- Band 3: Gerhard Schreiber, Bernd Stegemann, Detlef Vogel: Der Mittelmeerraum und Südosteuropa – Von der »non belligeranza« Italiens bis zum Kriegseintritt der Vereinigten Staaten, Deutsche Verlags-Anstalt, Stuttgart 1984 (Nachdruck 1994 und 1996), XII, 735 S., ISBN 978-3-421-06097-6. (Inhaltsverzeichnis online auf der Homepage der Zentrale des Gemeinsamen Bibliotheksverbundes.)
- Band 4: Horst Boog, Jürgen Förster, Joachim Hoffmann, Ernst Klink, Rolf-Dieter Müller, Gerd R. Ueberschär: Der Angriff auf die Sowjetunion, Deutsche Verlags-Anstalt, Stuttgart 1983 (Nachdruck 1987 und 1993), XX, 1172 S., ISBN 978-3-421-06098-3.
- Band 5/1: Bernhard R. Kroener, Rolf-Dieter Müller, Hans Umbreit: Organisation und Mobilisierung des deutschen Machtbereichs – Teilband 1: Kriegsverwaltung, Wirtschaft und personelle Ressourcen 1939 bis 1941, Deutsche Verlags-Anstalt, Stuttgart 1988 (Nachdruck 1992), XVIII, 1062 S., ISBN 978-3-421-06232-1.
- Band 5/2: Bernhard R. Kroener, Rolf-Dieter Müller, Hans Umbreit: Organisation und Mobilisierung des deutschen Machtbereichs – Teilband 2: Kriegsverwaltung, Wirtschaft und personelle Ressourcen 1942 bis 1944/45, Deutsche Verlags-Anstalt, Stuttgart 1999, XIII, 1082 S., ISBN 978-3-421-06499-8.
- Band 6: Horst Boog, Werner Rahn, Reinhard Stumpf, Bernd Wegner: Der globale Krieg – Die Ausweitung zum Weltkrieg und der Wechsel der Initiative 1941 bis 1943, Deutsche Verlags-Anstalt, Stuttgart 1990 (Nachdruck 1993), XX, 1184 S., ISBN 978-3-421-06233-8.
- Band 7: Horst Boog, Gerhard Krebs, Detlef Vogel: Das Deutsche Reich in der Defensive – Strategischer Luftkrieg in Europa, Krieg im Westen und in Ostasien 1943 bis 1944/45, Deutsche Verlags-Anstalt, Stuttgart 2001, XVI, 831 S., ISBN 978-3-421-05507-1. Inhalt Erster Teil, Horst Boog: Strategischer Luftkrieg in Europa und Reichsluftverteidigung, Inhalt Zweiter Teil, Detlef Vogel: Deutsche und Alliierte Kriegsführung im Westen (ab Sommer 1944), Inhalt Dritter Teil, Gerhard Krebs, Der Krieg im Pazifik 1943–1945.
- Band 8: Karl-Heinz Frieser, Klaus Schmider, Klaus Schönherr, Gerhard Schreiber, Krisztián Ungváry, Bernd Wegner: Die Ostfront 1943/44 – Der Krieg im Osten und an den Nebenfronten. Im Auftrag des MGFA hrsg. von Karl-Heinz Frieser, Deutsche Verlags-Anstalt, Stuttgart 2007, XVI, 1320 S., ISBN 978-3-421-06235-2.
- Band 9/1: Ralf Blank u. a.: Die deutsche Kriegsgesellschaft 1939 bis 1945 – Erster Halbband: Politisierung, Vernichtung, Überleben. Im Auftrag des MGFA hrsg. von Jörg Echternkamp, Deutsche Verlags-Anstalt, Stuttgart 2004, XIV, 993 S., ISBN 978-3-421-06236-9.
- Band 9/2: Bernhard Chiari u. a.: Die deutsche Kriegsgesellschaft 1939 bis 1945 – Zweiter Halbband: Ausbeutung, Deutungen, Ausgrenzung. Im Auftrag des MGFA hrsg. von Jörg Echternkamp, Deutsche Verlags-Anstalt, Stuttgart 2005, XIV, 1112 S., ISBN 978-3-421-06528-5.
- Band 10/1: Der Zusammenbruch des Deutschen Reiches 1945 und die Folgen des Zweiten Weltkrieges – Teilbd. 1: Die militärische Niederwerfung der Wehrmacht. Im Auftrag des MGFA hrsg. von Rolf-Dieter Müller, Deutsche Verlags-Anstalt, Stuttgart 2008, 947 S., ISBN 3-421-06237-4.
- Band 10/2: Der Zusammenbruch des Deutschen Reiches 1945 und die Folgen des Zweiten Weltkrieges – Teilbd. 2: Die Auflösung der Wehrmacht und die Auswirkungen des Krieges. Im Auftrag des MGFA hrsg. von Rolf-Dieter Müller, Deutsche Verlags-Anstalt, Stuttgart 2008, 797 S., ISBN 3-421-04338-8.

## Englische Übersetzung
Ab 1990 ist eine englische Übersetzung der Serie unter dem Titel Germany and the Second World War beim Verlag Oxford University Press erschienen.